# Anna Rosa Gattorno
Blahoslavená Anna Rosa Gattorno rodným jménem Rosa Maria Benedetta (14. října 1831, Janov – 6. května 1900, Řím) byla italská římskokatolická řeholnice a zakladatelka kongregace Dcer svaté Anny. Katolická církev jí uctívá jako blahoslavenou.

## Život
Narodila se 14. října 1831 v Janově do bohaté rodiny jako dcera Francesca a Adelaide Campanella. Byla pokřtěna v kostel sv. Donáta v den narození. Když jí bylo 12 let přijala svátost biřmování z rukou kardinála Placida Marii Tadiniho. Jako v ostatních bohatých rodinách se i Anna vzdělávala doma.
Když jí bylo 21 let, provdala se za svého bratrance Gerolama Custa (nar. 5. listopadu 1852) a přestěhovala se do Marseilles.
Neočekávané finanční potíže velmi brzy rozrušily štěstí nové rodiny, která byla nucena vrátit se do Janova. Jejich první dítě Carlotta, v dětství ohluchla a oněměla. Poté spolu měli další dvě děti ale Gerolamo po šesti letech manželství zemřel na smrtelnou nemoc a později zemřel i jejich nejmladší syn. Po těchto smutných událostech se Anna rozhodla pro své nové povolání, odevzdat se Ježíši a pomáhat bližním. Pod vedením jejího zpovědníka otce Giuseppe Firpa složila roku 1858 na svátek Neposkvrněného početí Panny Marie soukromé sliby čistoty a poslušnosti a následně o tři roky později slib chudoby v duchu sv. Františka z Assisi, jako františkánská terciářka.
V roce 1862 obdržela dar skrytých stigmat, vnímaných nejintenzivněji v pátek. I přes své sliby byla dále příkladnou matkou. Stala se předsedkyní nového sekulárního sdružení uršulinek založeného otcem Giuseppem Frassinettim a na žádost arcibiskupa Andrease Charvaze byla pověřena revizí pravidel tohoto společenství. Při této příležitosti získala touhu založit své specifické nové společenství. Ze strachu, že byla nucena opustit své děti, se modlila, činila pokání a požádala o radu kapucína sv. Františka z Camporossa, později svatořečeného. Ten jí povzbuzoval a stejně ji povzbuzoval i její zpovědník a janovský arcibiskupa. Dne 3. ledna 1866 byla přijata papežem bl. Piem IX. s nadějí že jí uvolní z tohoto povolání. Papež ji namísto toho přiměl, aby okamžitě založila svou kongregaci. Novou kongregaci založila 8. prosince 1866 v Piacenze a pojmenovala ji Dcery svaté Anny, matky Neposkvrněné Marie. Dne 26. července 1867 přijala hábit a 8. dubna 1870 složila s dalšími dvanácti sestrami své sliby. Nový institut se staral o chudé a nemocné. Pravidla sepsala s otcem Giovannim Battistou Tornatorem. Později mimo jiné spolupracovala se sv. Giovannim Battistou Scalabrinim.
V únoru 1900 onemocněla vážnou formo chřipky. Dne 4. května přijala svátost pomazání nemocných a 6. května v 9 hodin ráno zemřela.

## Proces blahořečení
Dne 30. března 1927 byl v diecézi Řím zahájen její proces blahořečení. Dne 21. prosince 1998 uznal papež sv. Jan Pavel II. její hrdinské ctnosti. Dne 28. června 1999 uznal zázrak uzdravení na její přímluvu. Blahořečena byla 9. dubna 2000.